# Complexe muséal Santa Maria della Scala

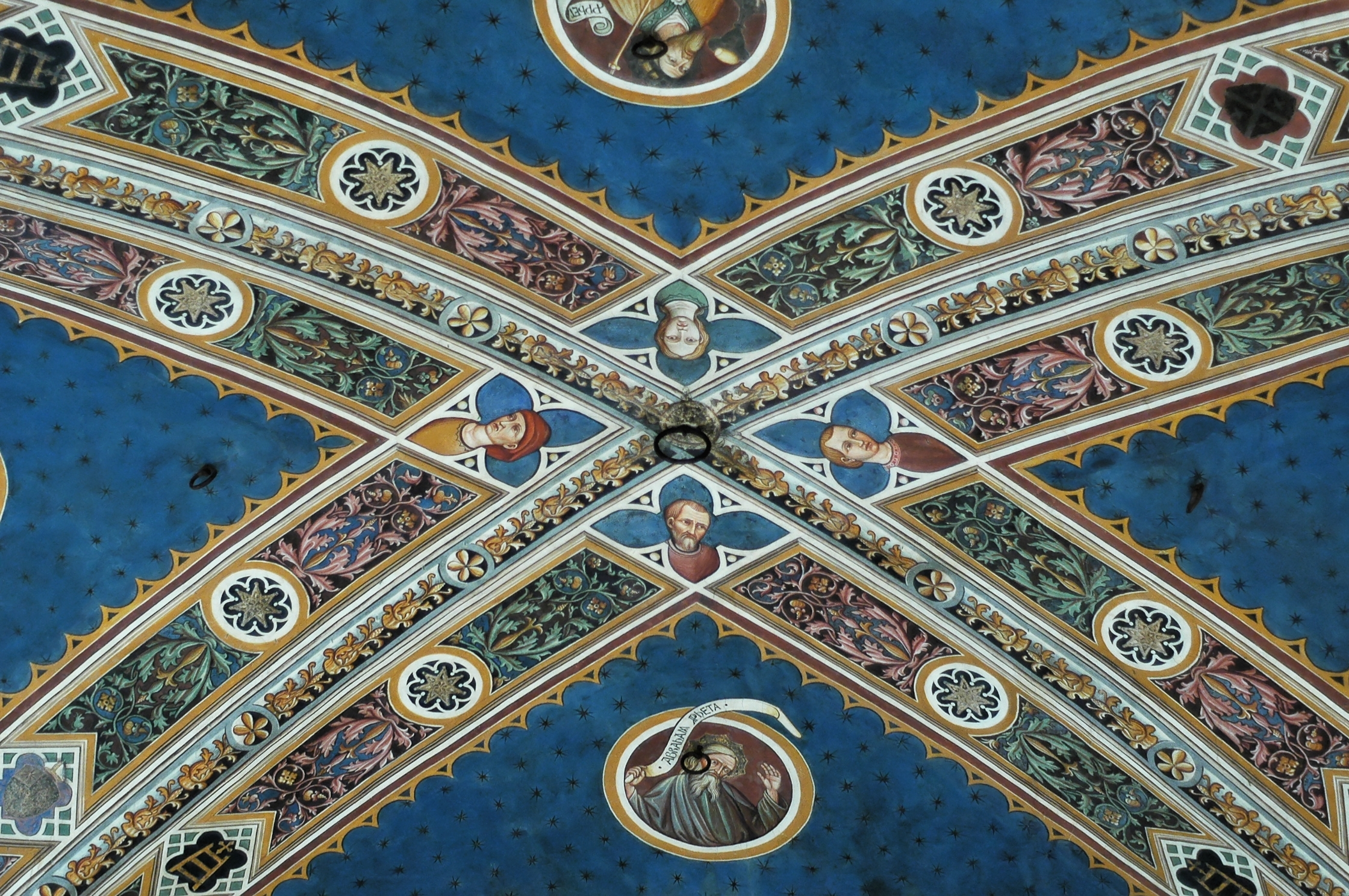
Plafond de la salle du pèlerin
fresque de Domenico di Bartolo.

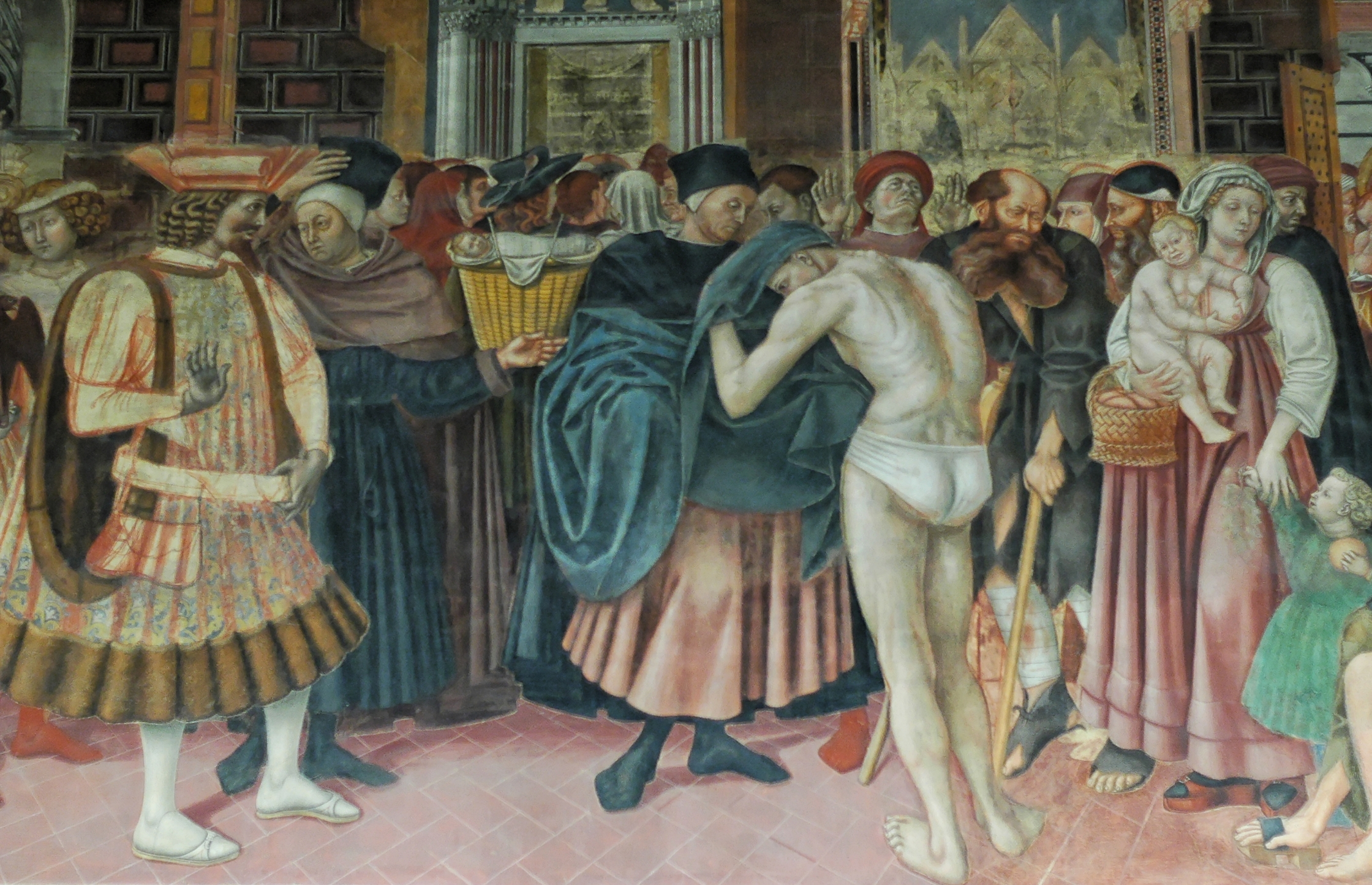
Fresque des Pèlerins.

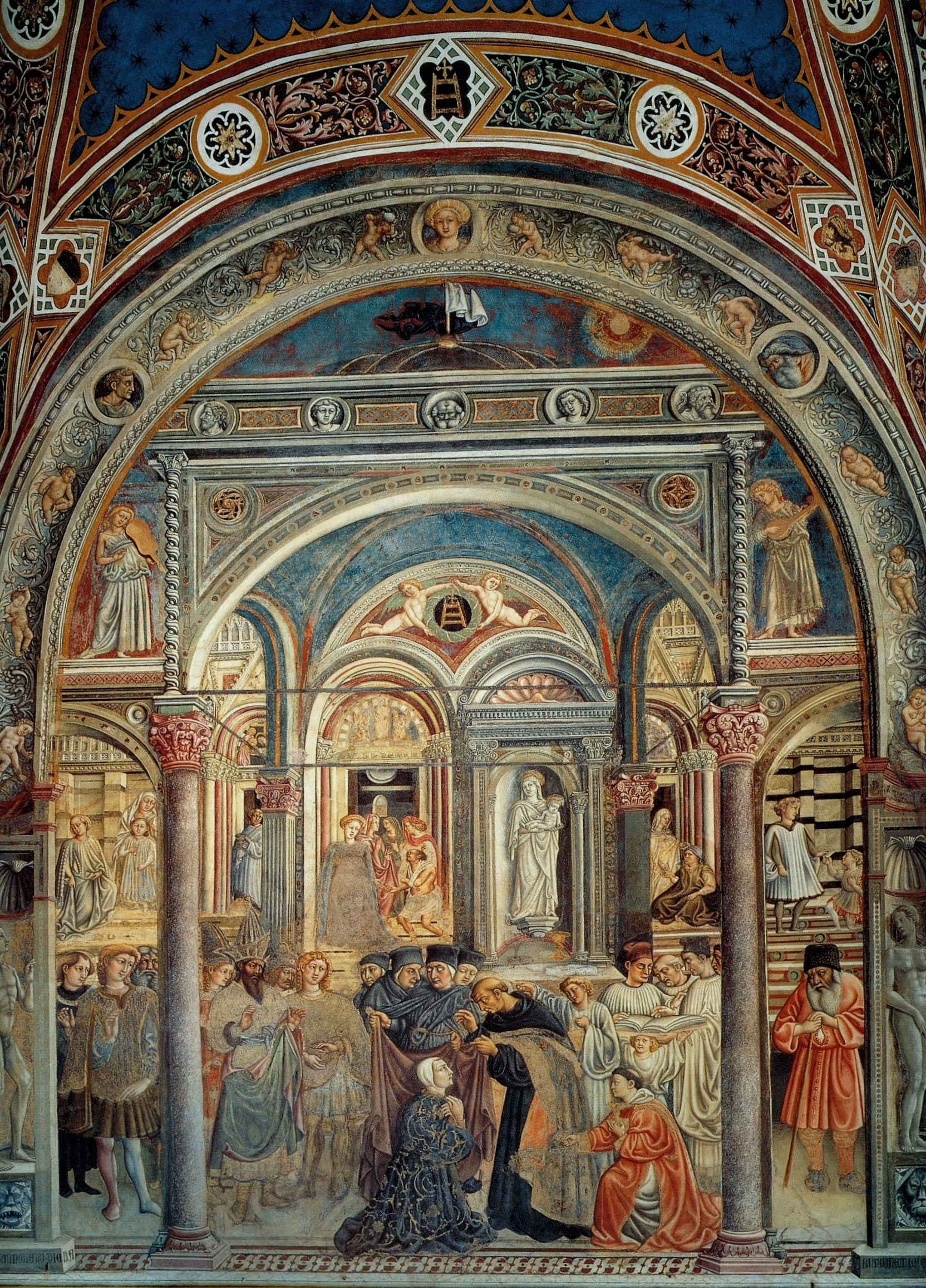
Fresque de Priamo della Quercia.

Le complexe muséal Santa Maria della Scala est l'ensemble des musées de Sienne installés dans l'Hôpital Santa Maria della Scala, accessible depuis le parvis du Duomo.

## Histoire
Construite au XIIIe siècle et située en face de la cathédrale de Sienne, dite le Duomo, la grande salle (l'ancienne infirmerie) a révélé de nombreuses fresques après une rénovation récente qui a éliminé le blanchiment recouvrant les murs et les voûtes.
L'église Santa Maria della Scala, rénovée en 1446, a été englobée dans l'hôpital dès la construction de celui-ci. Elle se trouve au même niveau que la grande salle.
En 1995, les autres églises de la Santissima Annunziata e al Pellegrinaio, ont été progressivement restaurées et ont été ouvertes, comme la chapelle del Manto avec la fresque de Domenico Beccafumi, la Cappella della Madonna, le fenil médiéval, les locaux de la Compagnia di Santa Caterina della Notte, ceux du siège historique de la Società di Esecutori di Pie Disposizioni.

## Les peintures des espaces religieux

### La vieille sacristie
Elle comporte des peintures du Vecchietta

### La salle des pèlerins
- Sogno della madre del Beato Sorore (1441) du Le Vecchietta,
- Ampliamento dell'Ospedale della Scala, ovverosia La limosina del vescovo (1442/1443) de Domenico di Bartolo,
- Il Beato Agostino Novello conferisce l'investitura al Rettore dell'Ospedale (1442) de Priamo della Quercia,
- Papa Celetino III concede privilegi di autonomia all'Ospedale (1442) de Domenico di Bartolo,
- Pagamento del baliatico in natura e in denaro (1575/1580) de Pietro d’Achille Crogi en collaboration avec Giovanni di Raffaele Navesi,
- Cura e governo degli Infermi (1440/1441) de Domenico di Bartolo,
- Distribuzione delle elemosine (1441) de Domenico di Bartolo,
- Accoglimento e nozze dei trovatelli (1441/1442) de Domenico di Bartolo,
- Il banchetto dei poveri (1443/44) de Domenico di Bartolo.

## Les différents musées
D'une surface totale de 14 000 m2 plusieurs espaces dédiés sont répartis entre les quatre niveaux de l'édifice (de haut en bas) :
- 4e niveau (parvis) : la chiesa della Santissima Annunziata, la Sagrestia Vecchia, le Palazzo Squarcialupi, la cappella della Madonna e quella del Manto[2].
- 3e niveau : la Corticella, le Fienile médiéval où est conservée la Fonte Gaia di Jacopo della Quercia, deux confraternités laïques (encore actives) : la Compagnia dei disciplinati sotto le volte dell'ospedale et la Compagnia di Santa Caterina della Notte, le Magazzini della Corticella, le Tesoro di Santa Maria della Scala[3].
- 2e niveau : non accessible
- 1er niveau : le Museo Archeologico, la Compagnia di Santa Maria sotto le Volte, le Chiasso di Sant'Ansano[4].

### Le musée archéologique national
Constitué en 1933 par Ranuccio Bianchi Bandinelli, il adopte alors le nom de Museo Archeologico Nazionale Etrusco di Siena et ses collections sont constituées de diverses origines publiques et privées 
(Collezione Bargagli Petrucci,
Collezione Bonci Casuccini,
Collezione Mieli,
Collezione Chigi Zondadari,
et Collezione Comunale e Accademia dei Fisiocritici), collectées depuis les XIXe et XXe siècles, qui sont acquises par l'état en 1941. Enrichie de deux autres collections dans les années 1950 (Dono Bichi Ruspoli Forteguerri), elle acquiert son siège dans l'Hôpital en 1993.
Elle comporte ainsi différentes pièces (bucchero, poteries à figures noire ou à figures rouges, provenant des sites étrusques siennois comme Chiusi, Montepulciano, Monteroni d'Arbia, Sarteano, Monteriggioni, Murlo, Castelnuovo Berardenga, etc., réparties en trois zones géographiques : Siena,
Territorio senese, Val d'Elsa e Chianti.

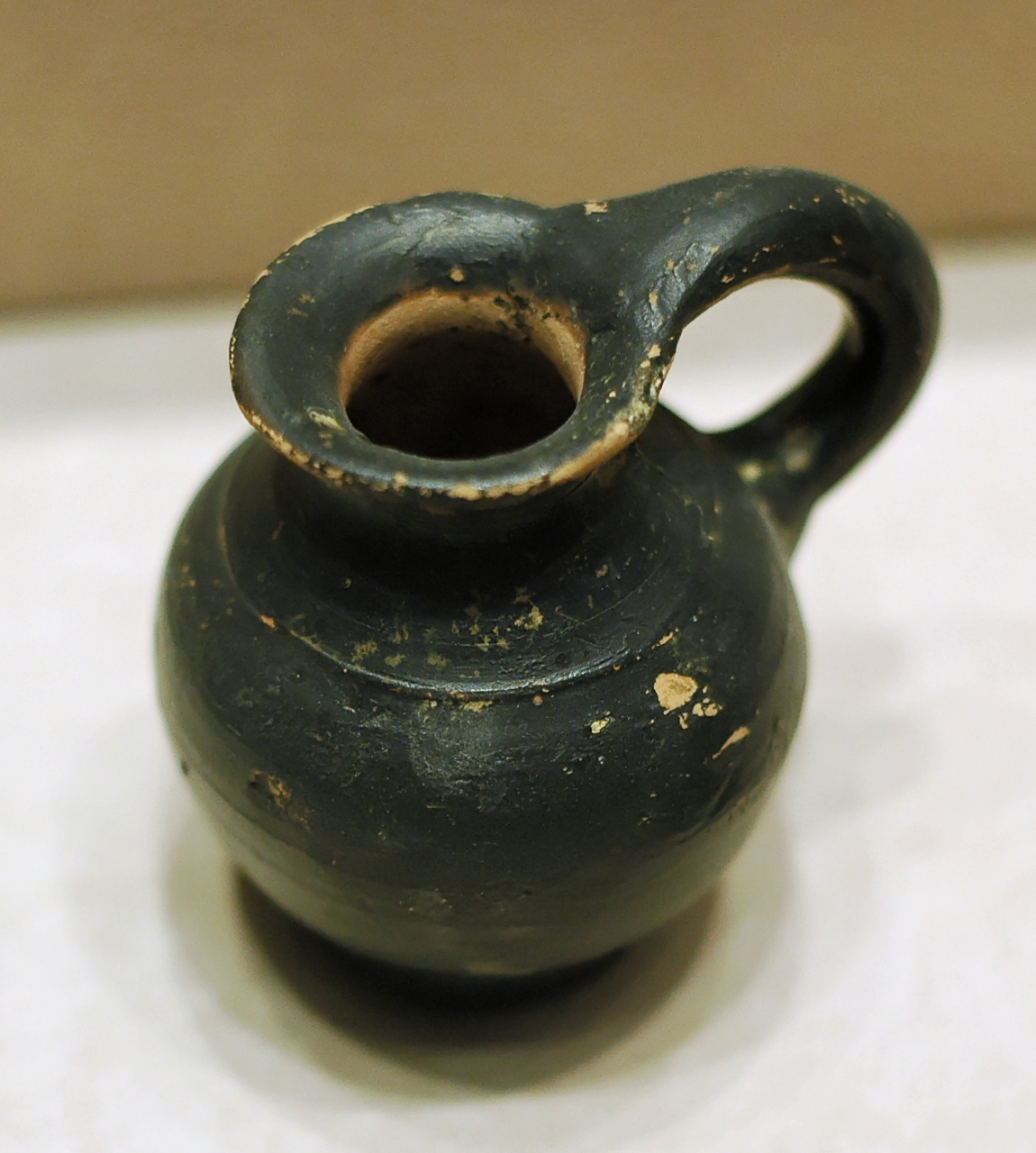
Olpe.
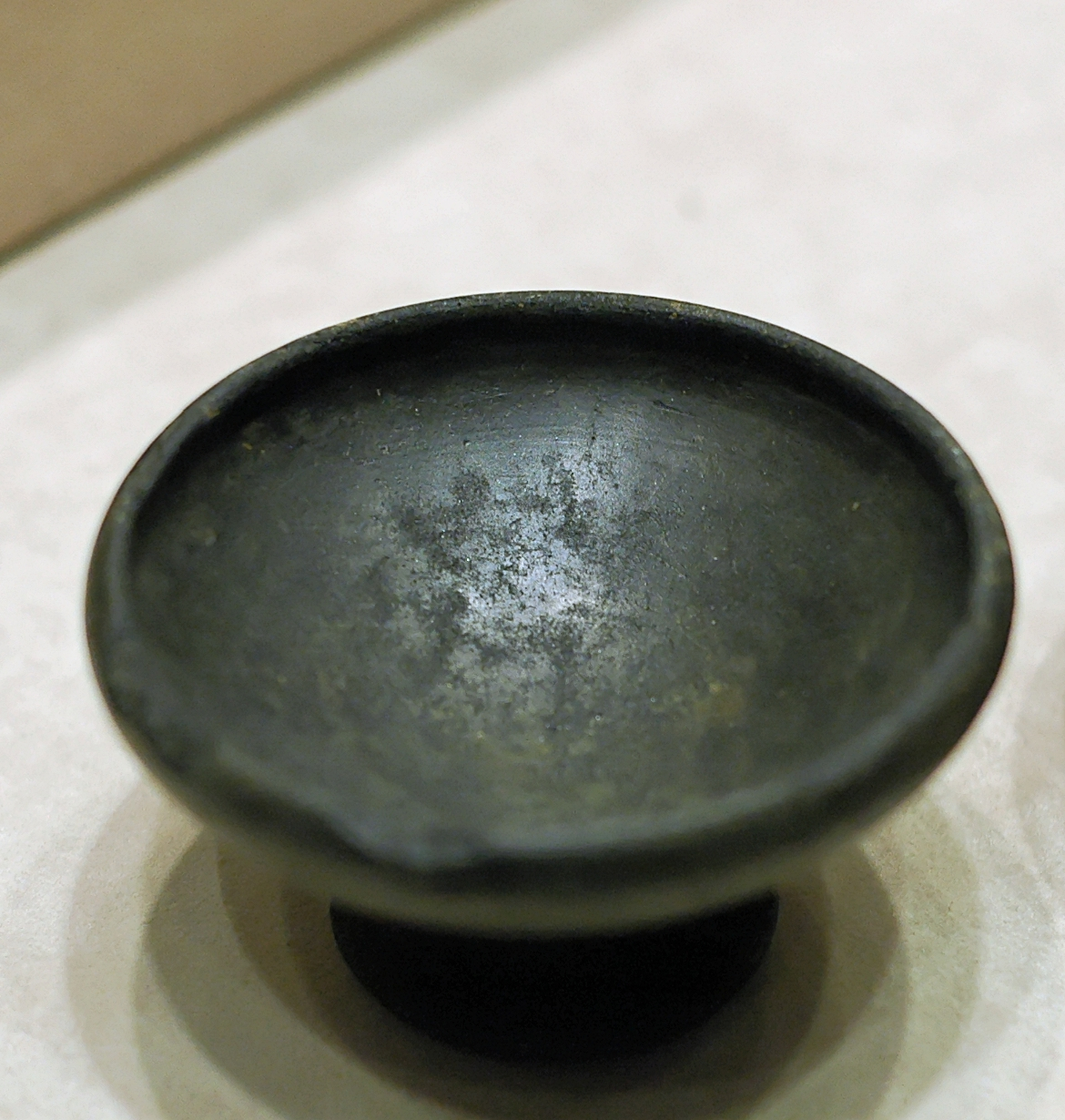
Bucchero.
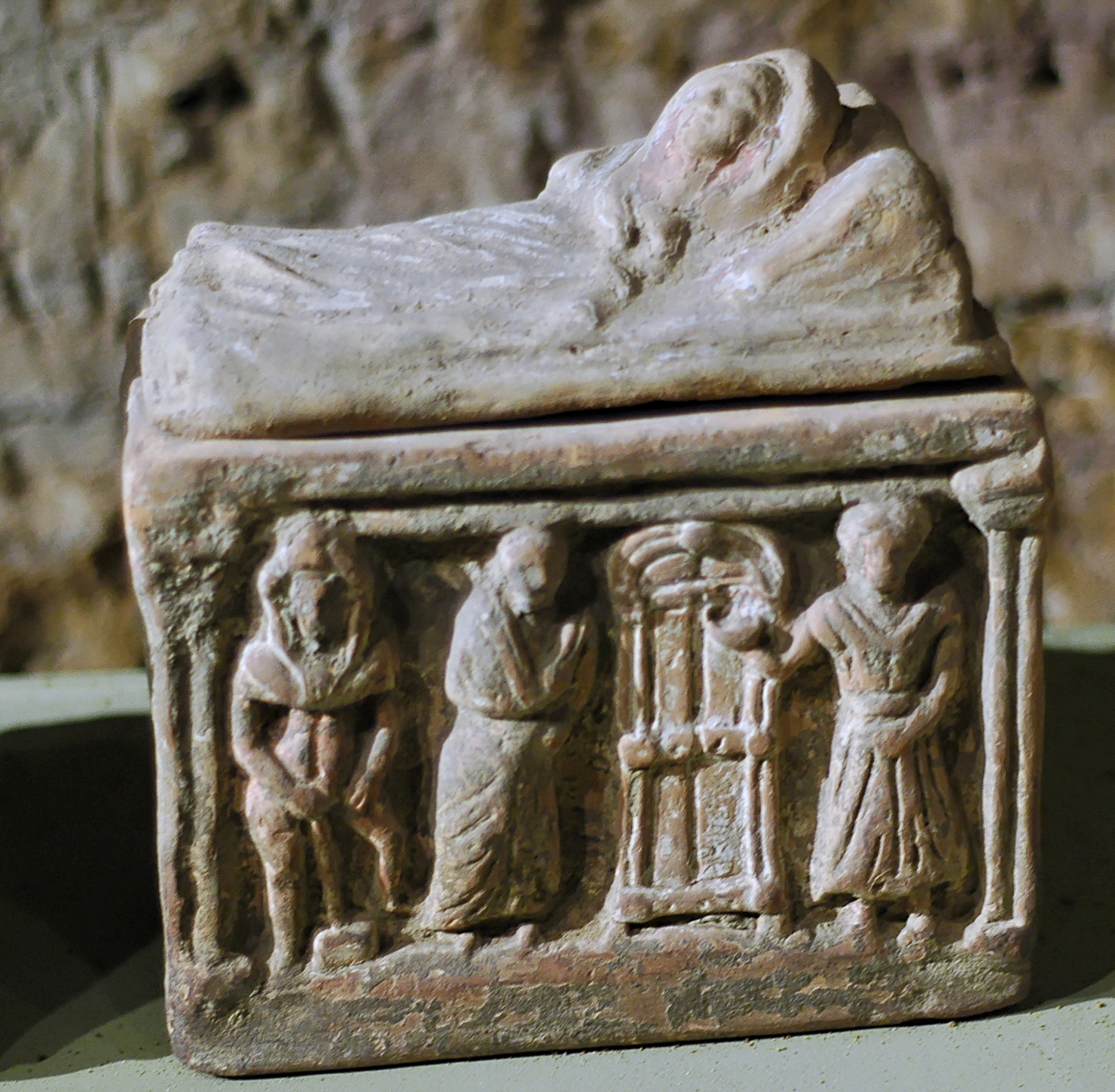
Sarcophage figuré (urnette fittili).

### Les expositions deSMS contemporanea
À la suite du transfert du Centre d'art contemporain depuis le palazzo delle Papesse en 2008.

### L'exposition permanente des originaux de laFonte Gaia
La Fonte Gaia de Jacopo della Quercia, commissionnée en 1409, comportaient des sculptures originales en marbre de la Montagnola senese ; endommagées par les éléments et la vie publique sur la place, elles ont été transférées dans le musée :
- La Madonna,
- Les Virtù,
- La Sapienza datant de 1414-1418.
- Rea Silvia (ou Caritas publica), marbre en ronde-bosse de 1,63 m
- Acca Larenzia, marbre en ronde-bosse de 1,65 m

## Expositions temporaires
2011
- L'arte ti fa gli auguri
- La forma dei sogni (08/10/2011 - 05/02/2012), Sala San Leopoldo
- Milo Manara, Le stanze del desiderio (01/10/2011 - 08/01/2012)

(Expositions précédentes)

## Sources
- (it) Cet article est partiellement ou en totalité issu de l’article de Wikipédia en italien intitulé « Complesso museale di Santa Maria della Scala » (voir la liste des auteurs).